# Johann von Hiller
Johann von Hiller, báró (1754. június 10. – 1819. június 5.) osztrák tábornok a francia forradalmi és a napóleoni háborúk idején. Az 1809-es hadjárat egyik vezetője Franciaország ellen, és kitüntetett szerepet játszott a  Aspern-Essling-i csatában.

## Pályafutása
Von Hiller egy katonacsaládba született, kadétként kezdte pályafutását egy szász ezredben majd mint hadnagy szolgált a Württemberg dragonyosoknál, aztán kapitány lett a határ menti ezredben 1774-ben, majd parancsnokká nevezték ki.
Hiller harcolt a bajor örökösödési háborúban (1778-1779). Az osztrák-török háború (1787-1792) idején Horvátország védelmében tüntette ki magát, így lett alezredes 1788-ban, és megkapta Mária Terézia-rend lovagkeresztjét. Berbir ostroma idején nyújtott kimagasló teljesítményéért kapta meg az ezredesi rangot. Ernst Laudon feldmarsall szárnysegédje lett, majd visszatért a  határ ezred parancsnoki tisztségébe.

## A francia forradalmi háborúk
1794-ben vezérőrnagyként beosztották Olaszországba, Lombardiában töltötte be a hadtápfőnök szerepét. 1796-ban egy dandár élére nevezték ki a Rajnai Hadseregben, de egészségi állapota miatt kénytelen volt átmenetileg nyugállományba vonulni. 1798-ban tért vissza, hogy részt vegyen a franciák elleni hadjáratban Svájcban. A Zürichnél vívott első csatában 1799. június 4-én megsebesült. 1800-ban altábornaggyá nevezték ki és a zágrábi katonai kerület parancsnoka lett.

## A napóleoni háborúk
A tiroli kerület parancsnoki szerepét töltötte be 1801-1805 között. Megtartotta parancs szerint ezt a környéket, ahol nem zajlottak jelentős katonai események a harmadik koalíció háborúinak idején. A békeszerződést követően,  Salzburg és Felső-Ausztria parancsnoka lett.
Amikor a háború kitört Franciaországgal 1809-ben, von Hiller  a VI. hadtest parancsnoka lett, amely a bal szárnyon a legfontosabb osztrák hadsereg szerepét töltötte be. Amikor Napóleon megtámadta az osztrák balszárnyat április 20-án, az abensbergi csatánál , Hiller megérkezett és átvette az V., VI., és a II. tartalékhadtest parancsnokságát. Vereséget szenvedett Abensbergnél és április 21-én a landshuti csatában, leválasztva főseregtől. Április 22-én, Károly főherceg vereséget szenvedett az eckmühli csatában és visszavonult a Duna északi partjára. Hiller nem vette észre, hogy ő maradt egyedül a déli parton,  megtámadta Jean-Baptiste Bessières seregét, és egy kis győzelmet aratott ellene Neumarkt-Sankt Veitnél április 24-én. Végül felismerve helyzetét, rendben visszavonult Linz felé április 25 - május 3 között. Ádáz küzdelmet folytatott André Masséna alakulatai ellen az ebelsbergi csatában. Ez a vereség kényszerítette arra von Hillert, hogy visszavonja seregét a Dunán Mautern-nél .
Az Aspern-Essling-i csata idején az osztrák vonal jobb szárnyát irányította . Hadteste  a kétségbeesett két napos harc során jól küzdött Aspern városánál és hozzájárult az osztrák győzelemhez. A wagrami csata előtt lemondott a parancsnokságról. 1809 augusztusában I. Ferenc osztrák császár kinevezte táborszernaggyá .
A következő békét követően Franciaországgal, von Hiller Horvátország,  majd 1811-ben, Szlavónia és Stájerország parancsnoka lett. 1813-ban az olasz hadszíntérre került, szemben  Eugène de Beauharnais hadseregével . Mivel von Hiller nem volt képes legyőzni, s óvatos hadműveletei nem hoztak döntő győzelmet, lemondatták és helyébe Heinrich von Bellegarde grófot nevezték ki.

## Fordítás
- Ez a szócikk részben vagy egészben  a   Johann von Hiller című angol Wikipédia-szócikk fordításán alapul.  Az eredeti cikk szerkesztőit annak laptörténete sorolja fel. Ez a jelzés csupán a megfogalmazás eredetét és a szerzői jogokat jelzi, nem szolgál a cikkben szereplő információk forrásmegjelöléseként.